# Volaka
Volaka je naselje v Občini Gorenja vas - Poljane. Sam zaselek je lociran tik ob vznožju Blegoša. Skozi Volako vodi pot do smučišča Črni vrh, do katerega je dostop možen tudi po cesti Hotavlje - Volaka - Leskovica - Črni vrh. Naselje je izhodišče za vzpon na Blegoš. 15 minut oddaljen od naselja je izvir potoka Volaščice. V samem naselju se nahaja tudi majhno plezališče.